# جین می-جونگ
جین می-جونگ (انگلیسی: Jin Mi-jung؛ زادهٔ ۲۸ ژانویهٔ ۱۹۷۸) بازیکن زن بسکتبال اهل کره جنوبی بود. وی در بازی‌های المپیک تابستانی ۲۰۰۸ شرکت کرده‌است.